# Chiesa di San Marcello (Paruzzaro)
La chiesa di San Marcello risalente alla fine del X o all'inizio dell'XI secolo, fu parrocchiale di Paruzzaro sino all'edificazione, negli anni 1591-1595 della nuova chiesa intitolata a san Siro divenendo in seguito chiesa cimiteriale. L'interesse artistico dell'edificio è legato al bel campanile romanico e al vasto ciclo di affreschi risalenti al XV e XVI secolo, che ricopre quasi interamente le pareti interne

## Storia e struttura della chiesa
L'edificio presenta una struttura romanica, con la facciata a capanna, una navata unica che termina con l'abside semicircolare, costruita interamente con conci di pietra. Sul fianco nord della chiesa s'innalza un alto ed elegante campanile la cui superficie è suddivisa in specchiature da cornici di archetti pensili, secondo il tipico stile romanico di scuola comasca.

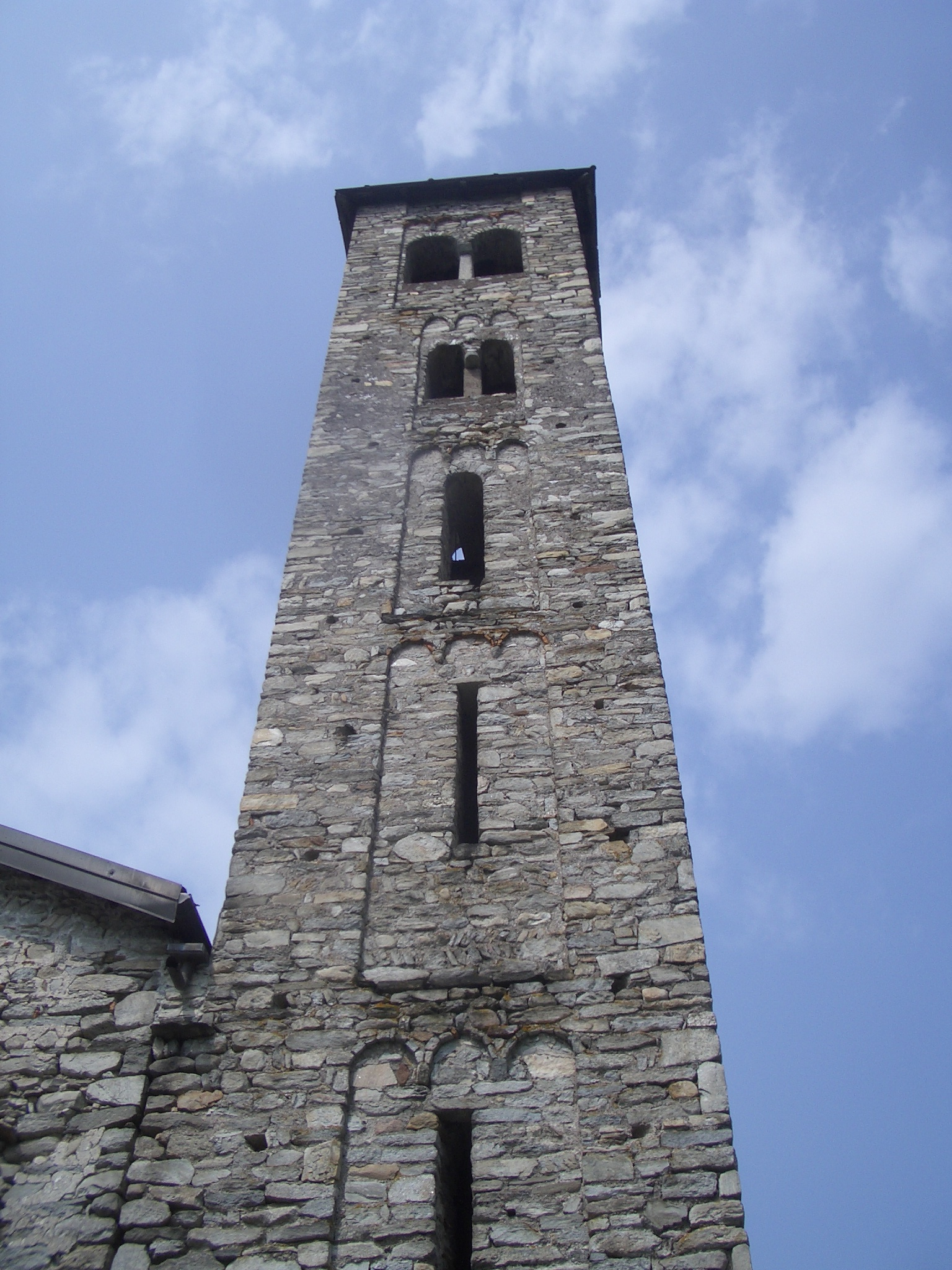
Il campanile romanico

Il primo documento attestante l'esistenza della chiesa – reperito nel capitolo di Gozzano – risale al 10 ottobre del 1034: esso notifica una donazione eseguita da due coniugi in favore della chiesa di San Marcello di Paruzzaro
Nei secoli la chiesa ha conosciuto numerosi rifacimenti che, tuttavia, non hanno modificato troppo la sua fisionomia. Intatta è rimasta la struttura del campanile costruito verosimilmente tra il 1050 e il 1075, con murature nelle quali non si trovano ciottoli o materiale di recupero, ma solo pietra spaccata, messa in opera secondo corsi orizzontali. L'alta costruzione è suddivisa in più piani dalle arcate cieche e dalle aperture che alleggeriscono l'edificio. Le finestre che si aprono sulle pareti sono di grandezza crescente: si parte dalle feritoie dei piani inferiori, per passare poi alle bifore di diversa grandezza degli ultimi due piani.
Anche l'abside semicircolare ha mantenuto intatta l'originale fisionomia romanica, con la sua superficie esterna decorata da archetti pensili e lesene, e con le tre finestre a feritoia dalla strombatura molto profonda.
L'apparato di pitture a fresco che ornano, all'interno della chiesa, le pareti della navata e dell'abside fu realizzato nel corso del XV secolo sino ai primi decenni del secolo successivo.
Numerose sono le notizie storiche sulla chiesa che derivano dalle visite pastorali del vescovo di Novara. Nella sua visita del 1595 il vescovo Bescapè – sempre attento al decoro delle chiese della sua diocesi - ordinò di sostituire il vecchio soffitto fatto di tegole a vista con una copertura a cassettoni: l'opera, tuttora visibile, fu realizzata nel 1608 ad opera della bottega di "Mastro Marcello Merino" di Paruzzaro.
Con la visita di mons. Taverna nel 1618 viene ricordata l'indulgenza concessa dal papa nel 1524, e riportata sopra l'immagine di san Marcello raffigurata su uno dei pilastri dell'arco trionfale.
La chiesa ha subito innumerevoli furti nel corso degli anni, con danni agli affreschi e in generale alla struttura dell'edificio.
Nel 2021 diversi errori nel rifacimento del tetto della sagrestia hanno causato alcune infiltrazioni d'acqua nella chiesa, con gravi danneggiamenti degli affreschi della parete est.

## Gli affreschi
La chiesa contiene al suo interno uno straordinario complesso di affreschi che documentano bene l'operato di botteghe attive nel vercellese e nel novarese tra il XV e il XV secolo. Recenti restauri hanno restituito agli affreschi una sufficiente leggibilità dei soggetti, dei colori e delle tecniche utilizzate.
,
- Abside (affreschi attribuiti a Sperindio Cagnola)
  - Arco Trionfale: Angelo annunziante e Vergine annunziata, nei pilastri San Marcello papa a sinistra, e San Siro a destra.
  - Catino absidale: Cristo pantocratore raffigurato all'interno di una mandorla di luce e circondato dai simboli del Tetramorfo.
  - Registro intermedio: la teoria dei Dodici Apostoli, allineati in semicerchio (da sinistra, Pietro, Paolo, Andrea, Giacomo "maggiore", Giovanni , Tommaso, Giacomo "minore", Filippo, Bartolomeo, Matteo, Simone "zelota", Mattia "scelto – come da tradizione- al posto di Giuda Iscariota").
  - Zoccolo: le Sette opere di Misericordia.
- Parete sud
  - Registro superiore (affreschi attribuiti al "Maestro delle Passione di Postua"): Storie della Passione (i riquadri visibili sono, leggendoli da sinistra, Ultima cena, Lavanda dei piedi, Gesù nell'orto del Getsemani, Giuda riceve i trenta denari, il Bacio di Giuda, Gesù davanti ad Anna, la Flagellazione, Gesù davanti a Pilato, ancora davanti a Pilato, Gesù davanti ad Erode, Gesù ritorna a Pilato).
  - Registro successivo (affreschi attribuiti al "Maestro delle Passione di Postua"): continuazione delle Storie della Passione (da sinistra, Giuda riporta i trenta denari, Impiccagione di Giuda, Gesù condannato a morte; Pilato se ne lava le mani, Salita al Calvario, Crocifissione, Gesù muore in croce, Gesù deposto dalla croce, Gesù posto nel sepolcro dalla Madre, Discesa agli Inferi, Resurrezione, Cena ad Emmaus).
  - Fascia inferiore (affreschi attribuiti a Sperindio Cagnola): La Beata Panacea con in mano il fuso, Sant'Antonio abate, Crocifissione con san Marcello e san Siro, Santa Liberata con in braccio una coppia d'infanti; la fascia è in larga parte ricoperta dalla rappresentazione del Giudizio universale.
- Parete nord
  - Madonna del Latte, seduta in trono con a fianco san Grato e san Rocco (dipinto datato 1488 e firmato da Giovanni Antonio Merli
- Controfacciata
  - Immagine di San Luguzzone (o San Lucio di Cavargna)

Alcuni frammenti pittorici rinvenuti durante i restauri, posti nella parte bassa della parete sud vicino alla Crocifissione e alle immagini limitrofe di santi, testimoniano l'esistenza di affreschi trecenteschi ricoperti dalle pitture più tarde.
Gli affreschi più antichi che si sono conservati sono quelli che ricoprono interamente la parte superiore della parete sud: si tratta di una grande raffigurazione delle Scene della Passione da leggere da sinistra verso destra percorrendo l'intera navata, come un grande libro fatto di immagini che si offre – anche per la grande massa degli illetterati a quel tempo presente tra i fedeli – alla meditazione sul racconto evangelico.

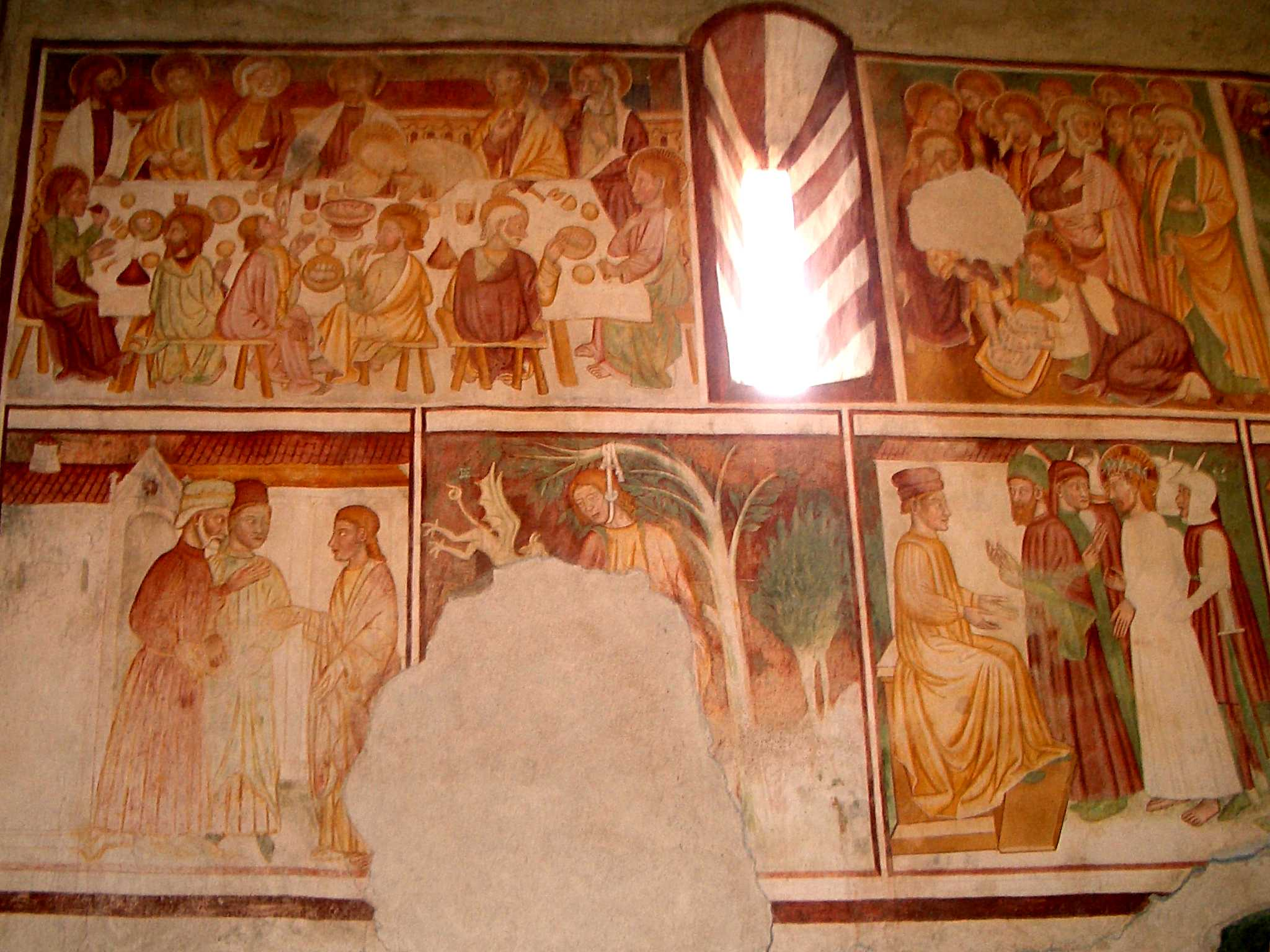
"Maestro delle Passione di Postua"; le scene visibili sono: Ultima Cena, Lavanda dei piedi, Giuda riporta i trenta denari, Impiccagione di Giuda, Gesù condannato a morte

L'evidente intenzione pedagogica del ciclo è da riferirsi verosimilmente alla predicazione francescana incentrata sull'Imitatio Christi.
Gli affreschi sono databili tra il 1450 e il 1470, il loro autore è stato identificato con il cosiddetto "Maestro della Passione di Postua", il cui nome convenzionale è legato ai dipinti presenti nella chiesa di San Sebastiano a Postua (provincia di Vercelli), nonché a quelli dell'ex oratorio di San Quirico a Sostegno (ora staccati e ricoverati al Museo Borgogna)
Il linguaggio pittorico del "Maestro della Passione di Postua" è caratterizzato da modi gotici, espressi in forma ingenua e popolare.
(V. Natale (a cura di), Verso il Sacro Monte. Immagini della Passione nel Quattrocento, catalogo della mostra omonima al Museo Borgogna, Eventi & Progetti Editore, 2006, p. 24)

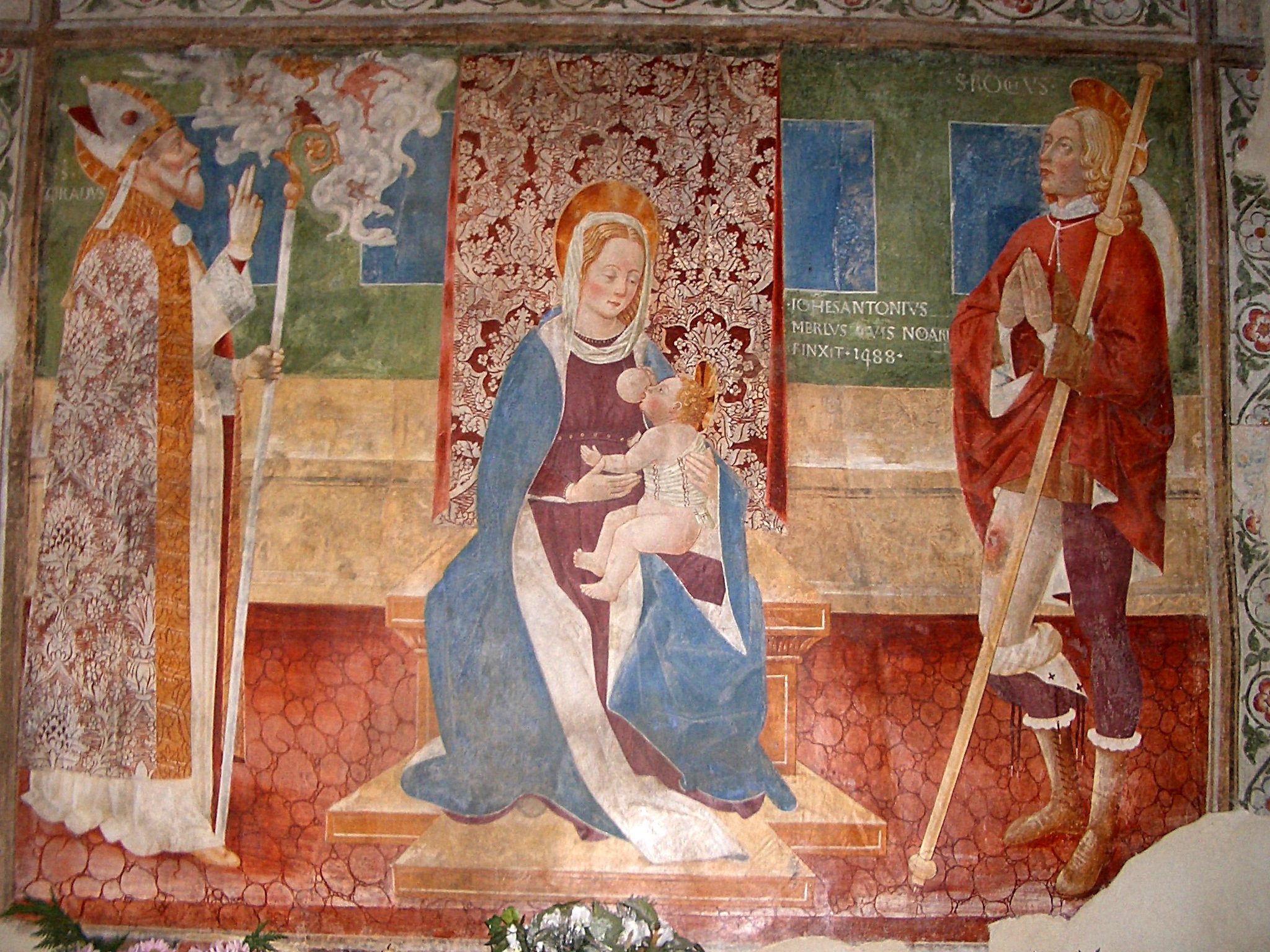
Giovanni Antonio Merli, Madonna del Latte, seduta in trono con a fianco san Grato e san Rocco, 1488

Di grande interesse storico, sulla parete nord della navata, è il dipinto che raffigura una Madonna del Latte, seduta in trono con a fianco san Grato e san Rocco: si tratta infatti di un'opera datata (1488) e firmata dal pittore Giovanni Antonio Merli, uno degli esponenti più importanti all'altezza degli ultimi decenni del Quattrocento in terra novarese. Si tratta di un artista nel quale si avverte l'attenzione per le novità artistiche del Rinascimento lombardo.
L'affresco costituisce verosimilmente un "ex voto" della gente del paese come ringraziamento per lo scampato pericolo della peste degli anni precedenti (come attesta la presenza della figura di san Rocco).
Gli affreschi eseguiti come decorazione dell'arco trionfale e dell'abside, nonché quelli presenti nella fascia inferiore della parete sud sono opera di una delle più impostanti botteghe novaresi attive all'inizio del XVI secolo, quella dei fratelli Cagnola. L'elevata qualità artistica riscontrabile in molte parti di tali dipinti, hanno convinto la critica a ritenerle opera di Sperindio Cagnola, il più dotato dei fratelli, che poté valersi di un importante alunnato presso Gaudenzio Ferrari.
Si ritiene che gli affreschi siano stati eseguiti tra il 1514 e il 1524, dunque proprio all'altezza degli anni di apprendistato presso Gaudenzio Ferrari.

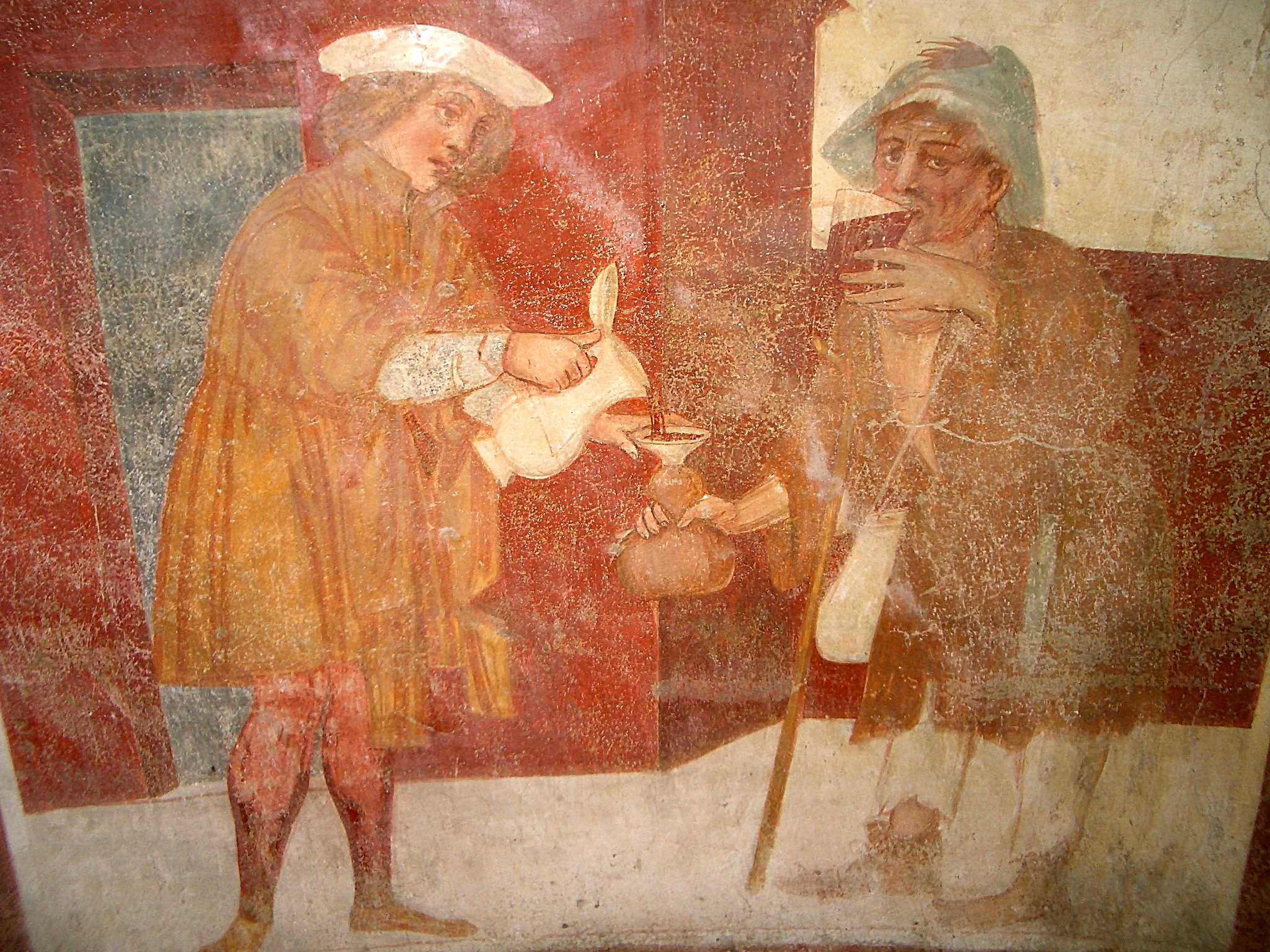
Sperindio Cagnola, Opere di misericordia: dar da bere agli assetati

Di grande effetto visivo, per cogliere subito l'attenzione di chi entrava in chiesa, sono gli affreschi dell'abside, con la figura di Cristo pantocratore posta al centro del catino e circondata dal Tetramorfo, vale a dire dai simboli dei quattro evangelisti. Nella raffigurazione un po' ieratica degli Apostoli, ciascuno recante un cartiglio con un verso del Credo, si avverte un qualche sforzo di connotazione psicologica dei soggetti.
Nello zoccolo alla base del tamburo absidale sono raffigurate le Opere di misericordia, in conformità ad un'opzione iconografica molto diffusa nel territorio novarese. In tali scene il pittore riesce a tradurre il precetto morale del soccorso alle persone più umili in scene improntate ad un naturalismo nordicizzante, nel quale si intravede la lezione gaudenziana.
Nel ciclo di affreschi qui realizzato, Sperindio esprime la sua migliore qualità artistica nella rappresentazione escatologica del Giudizio universale, rappresentazione che occupa un ampio spazio della parete sud. Si tratta di una composizione complessa, che dovette essere a lungo discussa con il committente, ricca di insolite suggestioni iconografiche.

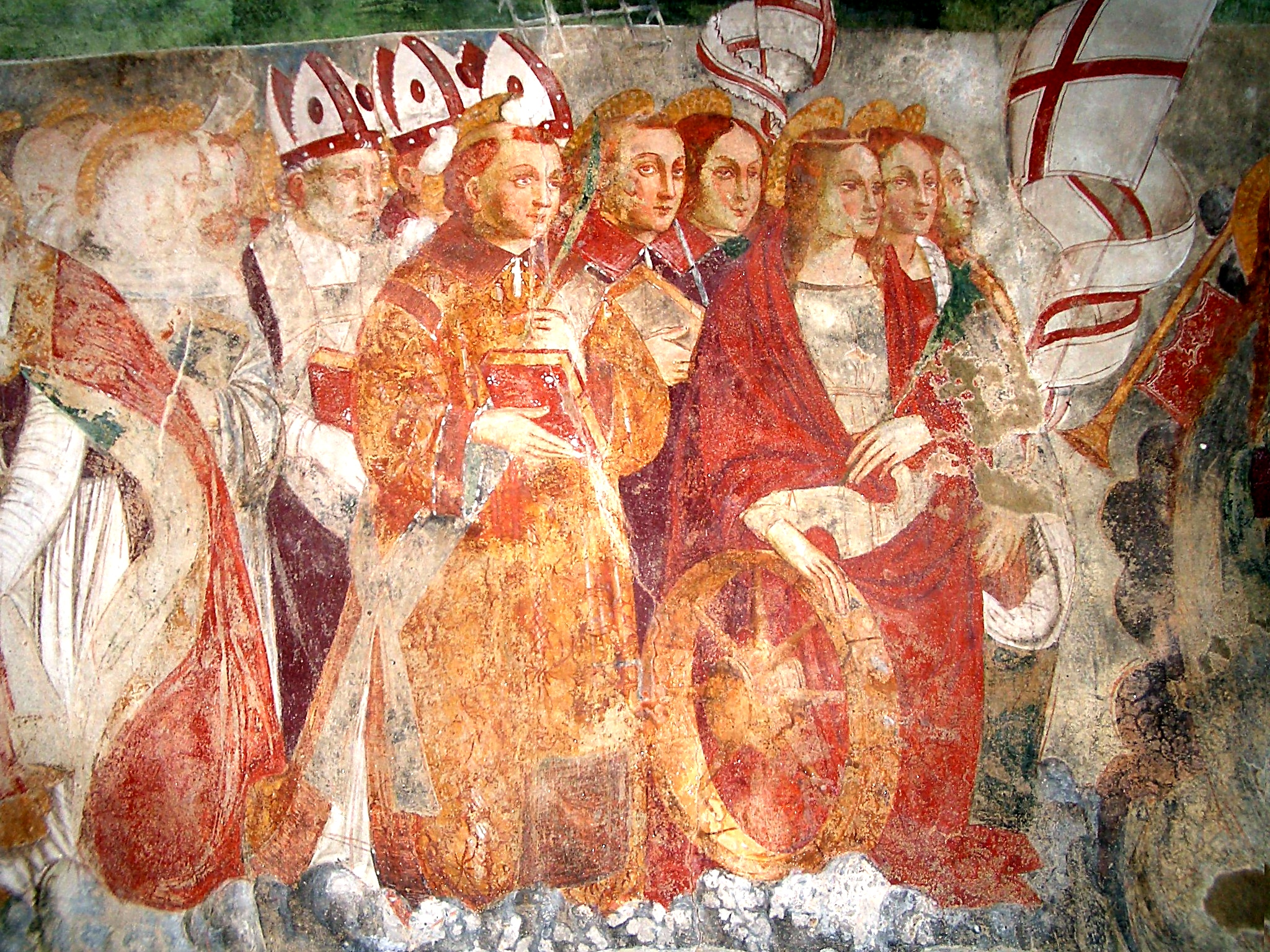
Sperindio Cagnola, Giudizio universale. Schiera di sante e santi

Vi si osserva la figura Dio Padre che reca in una mano la spada della Giustizia e con l'altra regge una fiaccola accesa che rivolge in basso ad alimentare le fiamme eterne dell'Inferno. Alla sua destra è posta la Madonna (inconsuetamente rappresentata con i seni scoperti) e dietro di lei una fitta schiera di sante e santi (vi si riconoscono Santa Caterina d'Alessandria con la ruota, San Pietro martire, Sant'Orsola, San Francesco d'Assisi, e altri); in fondo alla schiera è posta la figura di San Pietro (simbolo della Chiesa) che aiuta le anime salvate a salire in Paradiso. Alla sinistra del Padre, inginocchiate e rivolte verso di lui, sono raffigurate le figure di Gesù e di San Giovanni Battista contornate da angeli che recano i simboli della Passione.
Al di sotto del regno dei beati, sulla destra, si osserva, l'Arcangelo Gabriele che pesa le anime e che ne decreta il destino con l'aiuto di un Angelo accompagnatore. Alla sinistra i dannati che vengono introdotti, da un altro angelo vestito con corazza, nella mostruosa Porta dell'Inferno nella cui raffigurazione si fondano tra loro inquietanti figure di animali. Tra le fiamme eterne, alimentate dalla fiaccola del Padre, si osservano le Anime dannate tormentate dai diavoli.

## Galleria d'immagini

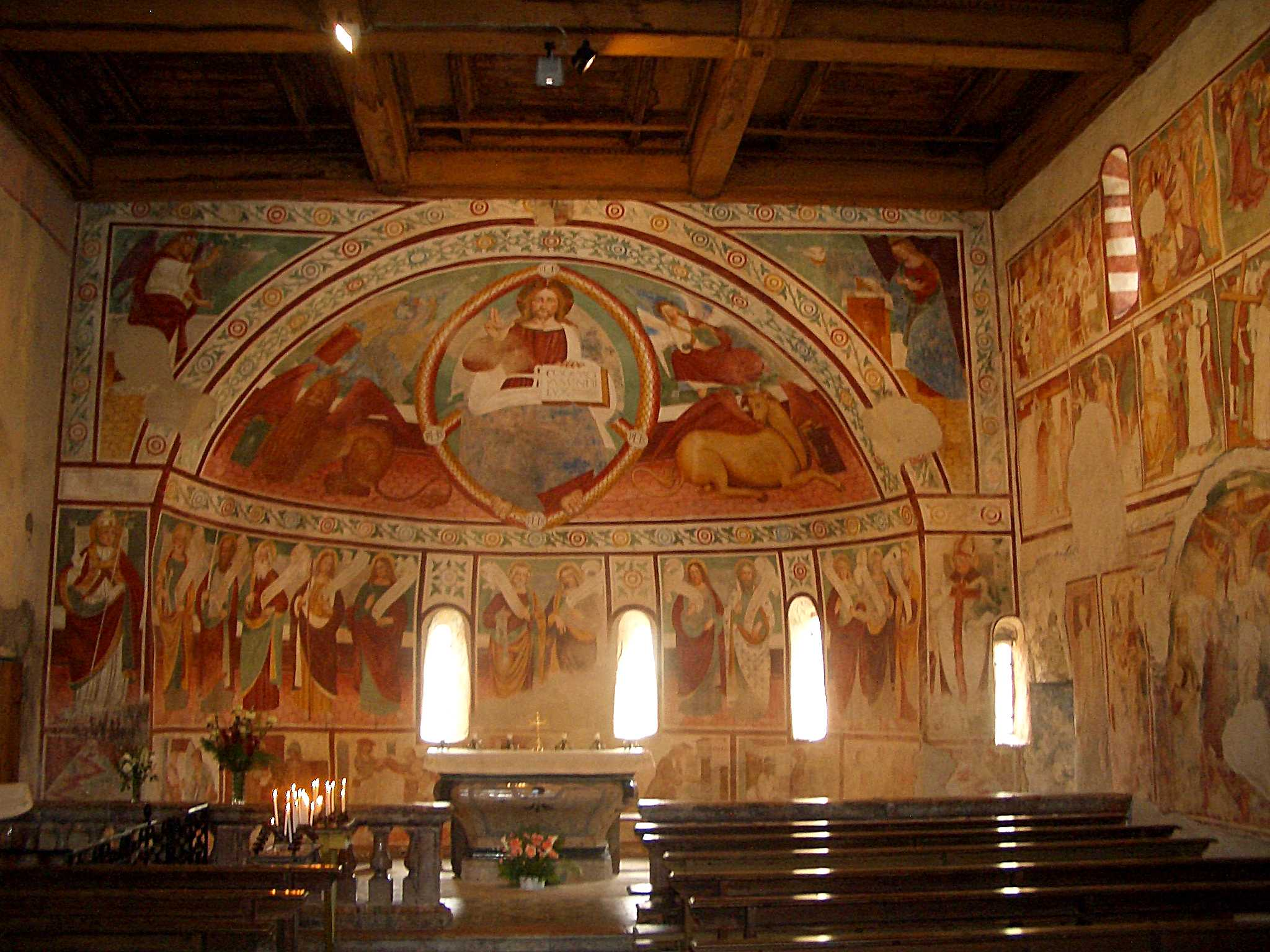
Interno della chiesa
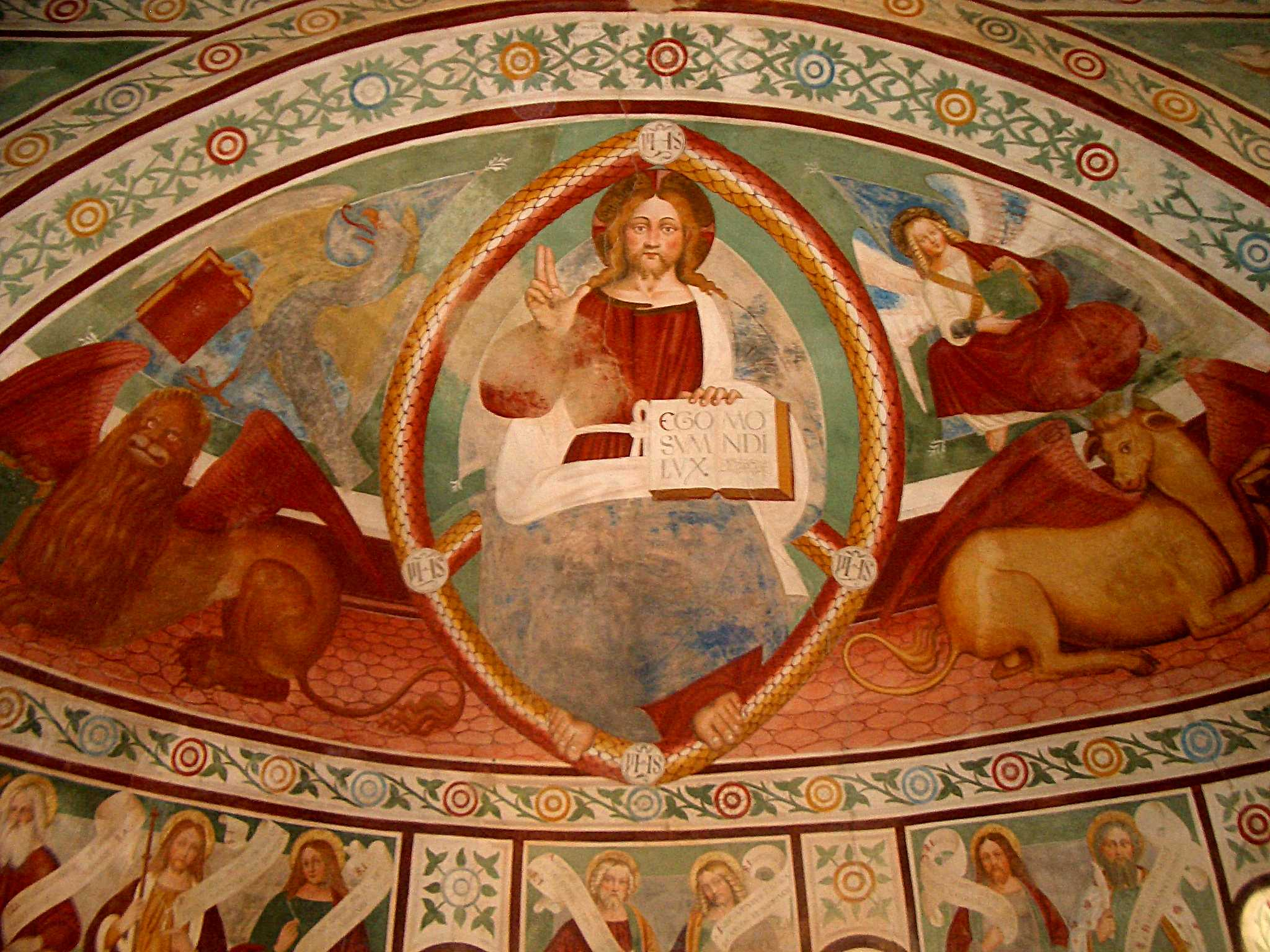
Cristo pantocratore e simboli del Tetramorfo
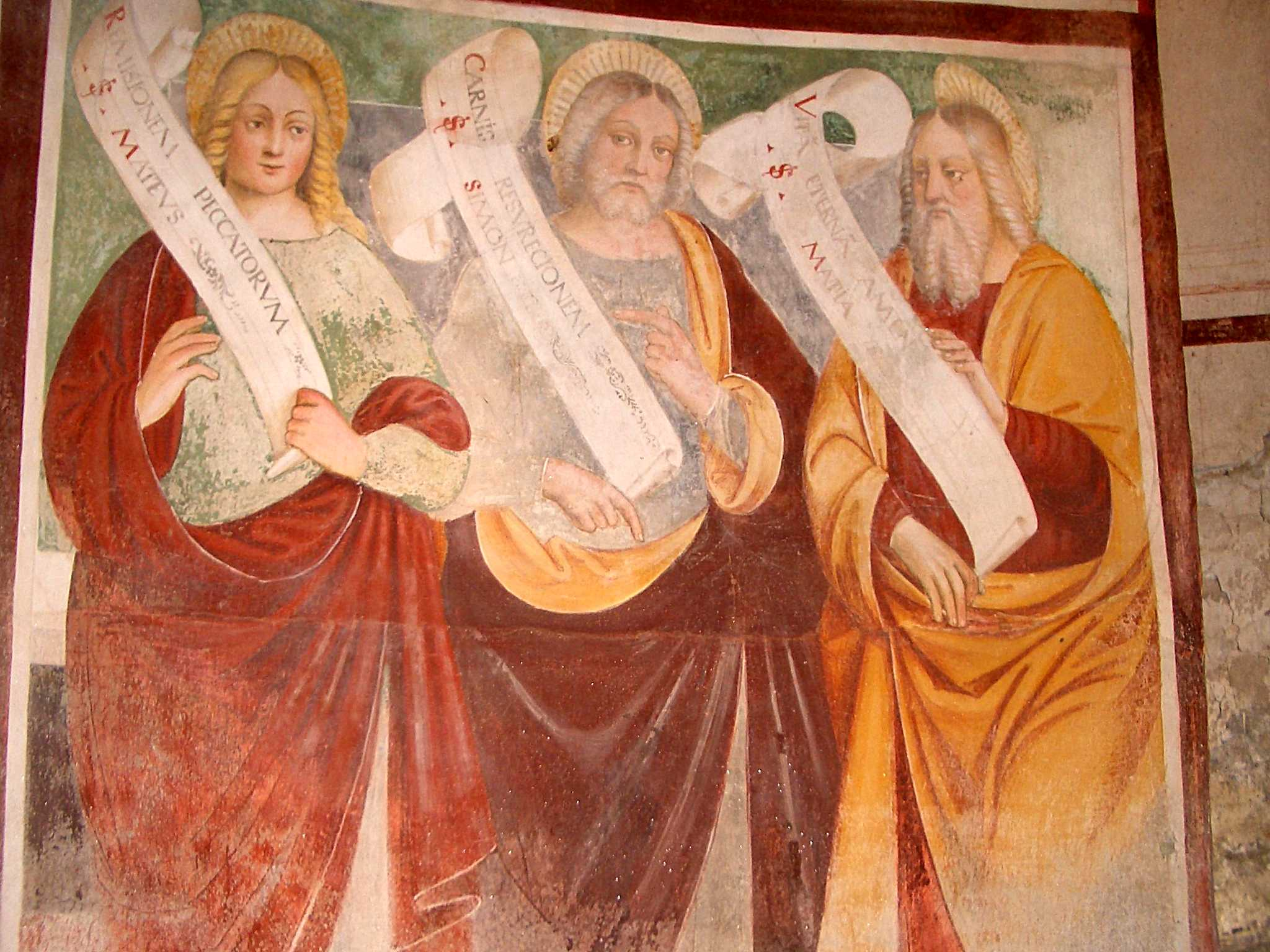
Gli apostoli Matteo, Simone "zelota" e Mattia
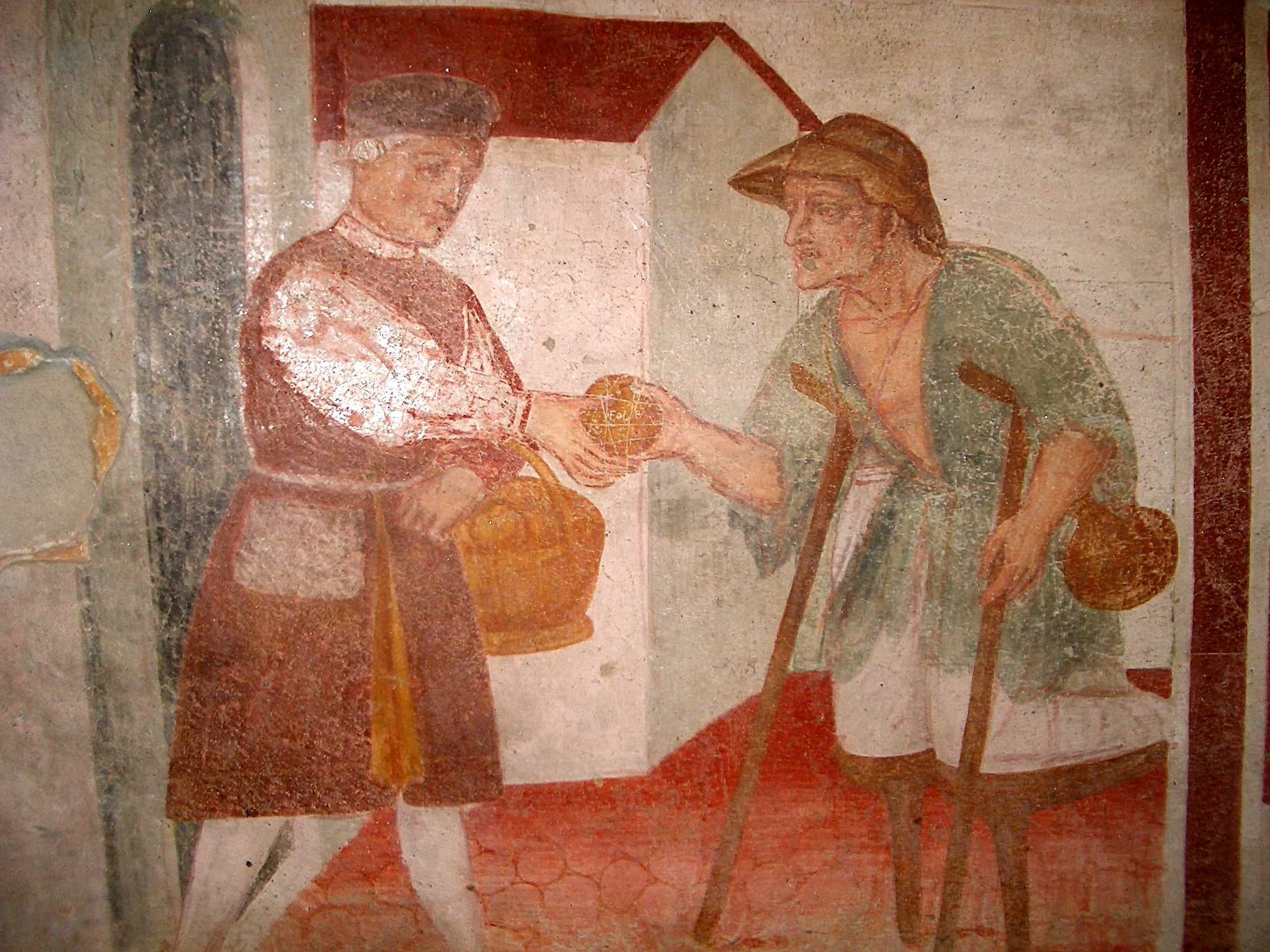
Opere di misericordia, dar da mangiare agli affamati
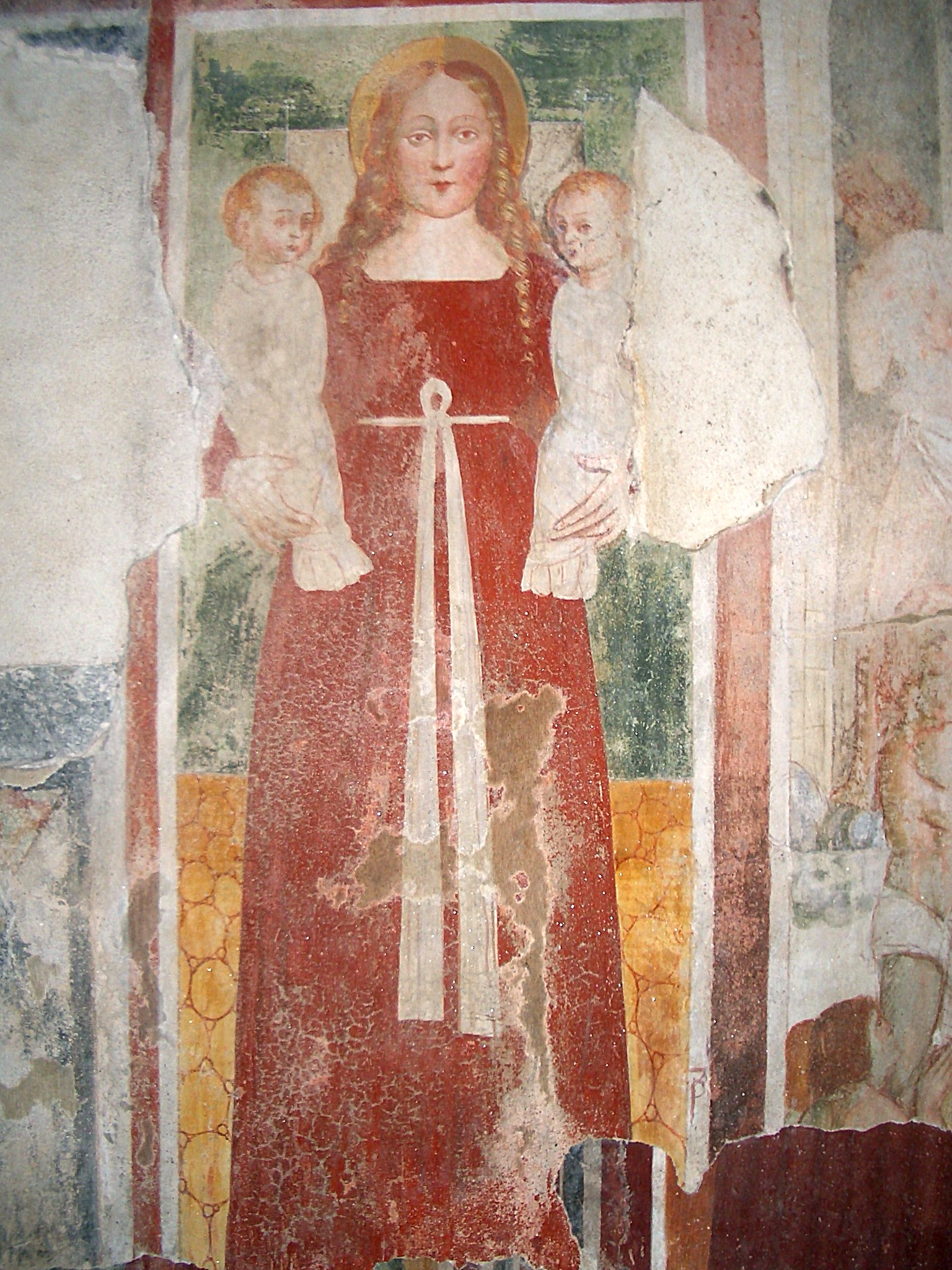
Santa Liberata
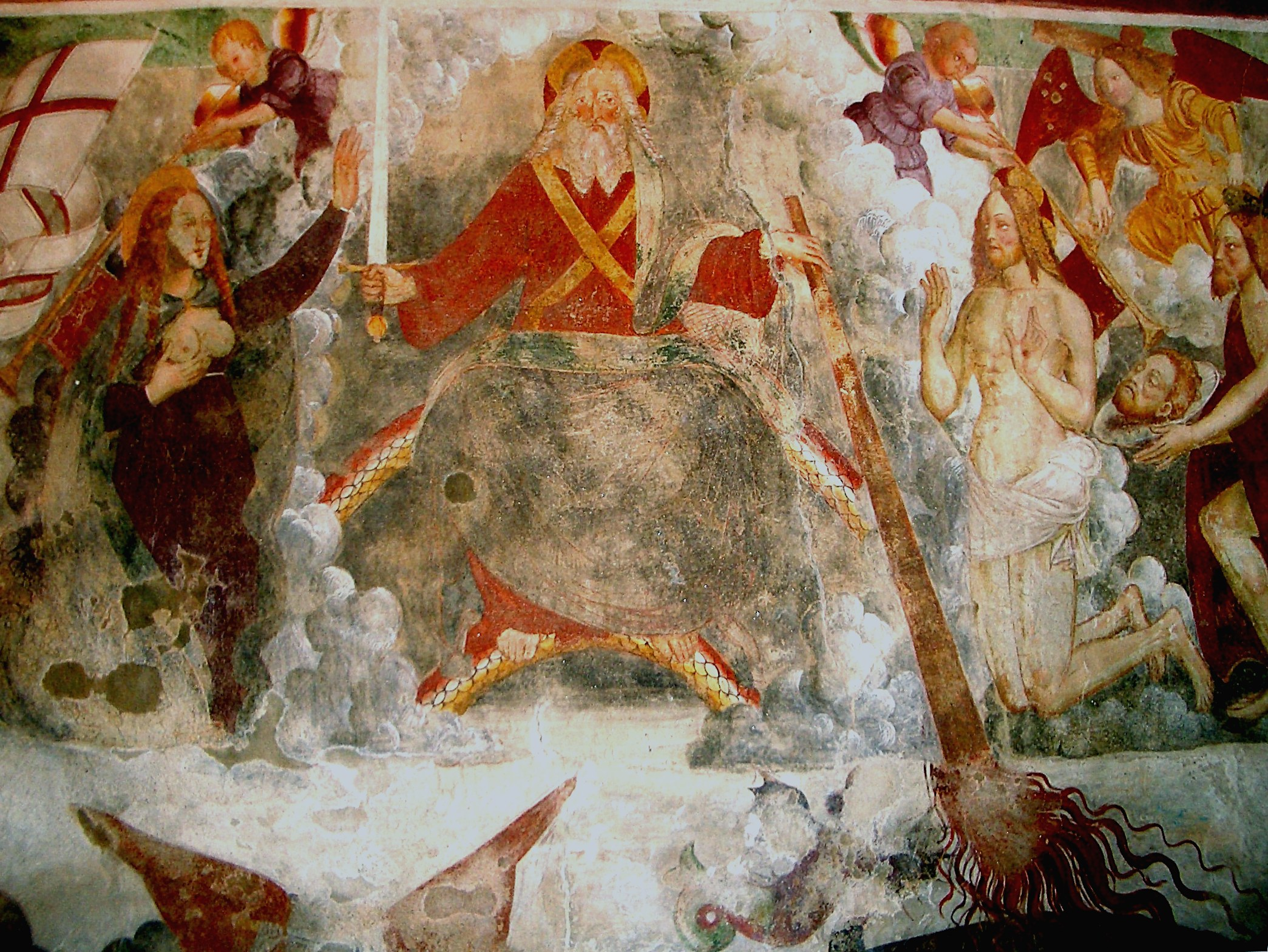
Giudizio universale, Dio Padre tra la Madonna e Gesù Cristo
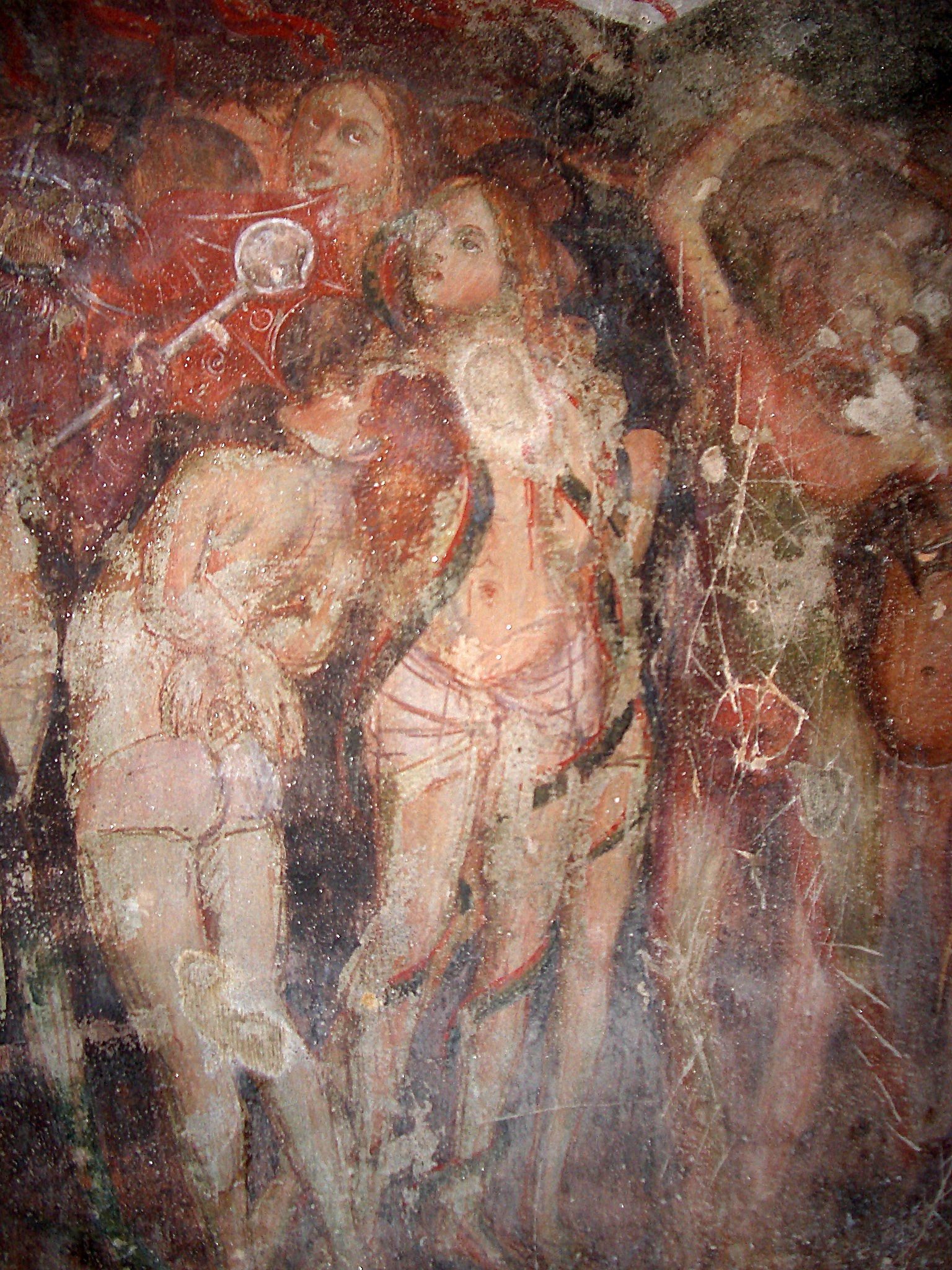
Giudizio universale, anime dannate
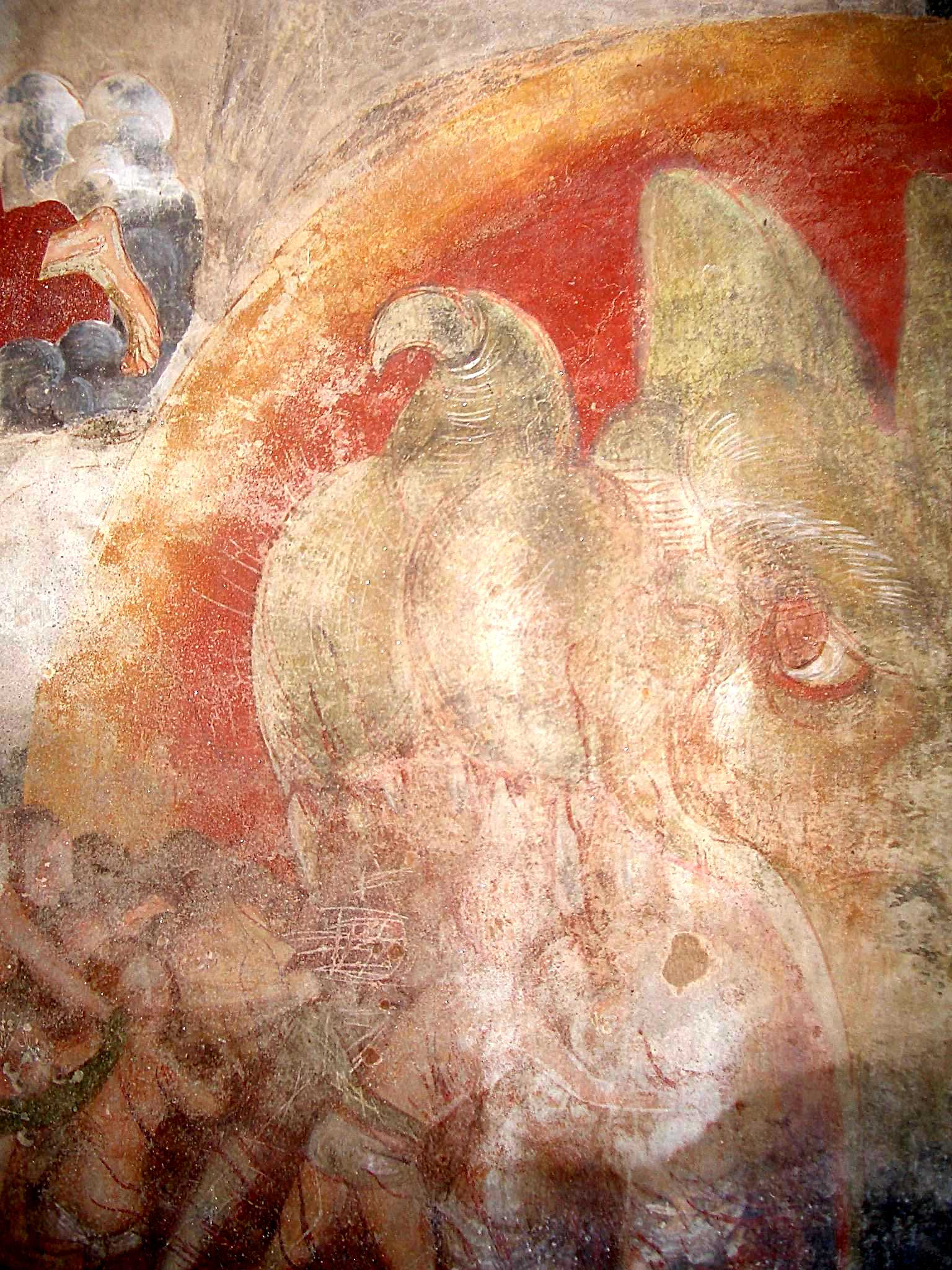
Giudizio universale, la Porta dell'Inferno